# Гата Кумба I
Гата Кумба I (д/н — 1600) — сатігі (володар) імперії Фута-Торо в 1586—1600 роках.

## Життєпис
Син сатігі Єро Діам Колі. Після загибелі останнього 1586 року вступив у боротьбу за трон із родичем Сір Гармі I. За цим зміцнив владу. Активно боровся з державами Ваало і Волоф. Намагався підкорити всю долину річки Сенегал.
Водночас дотримувався мирних відносин з імперією Сонгаї. Тому 1590 року під час марокканського походу проти останньої дотримувався нейтралітету, але пропустив марокканців на чолі з Джундар-пашею через свої землі. Після поразки й занепаду імперії Сонгаї скористався ситуацією для встановлення контролю за північно-західними торгівельними шляхами поваленої держави.
1600 року здійснив військову кампанію проти державу Ваало, яку змусив визнати свою зверхність. Невдовзі помер. Йому спадкував небіж або стриєчний брат Сір Дулмі.